# Стань легендой! Бигфут Младший
«Стань легендой! Бигфут Младший», фр. Bigfoot Junior, известный также как «Сын бигфута», фр. The Son of Bigfoot) ー франко-бельгийский CGI-анимационный фильм, выпущенный 11 августа 2017 года. Режиссёры ー Бен Стассен и Жереми Дегрусон.

## Сюжет
Обычный подросток по имени Адам отправляется на поиски своего давно пропавшего отца и попадает в приключение мифических масштабов. Его мир переворачивается вверх дном, когда оказывается, что в нём течёт кровь последних легендарных хранителей леса — бигфутов. Теперь ему открыты такие способности как суперскорость, живительное прикосновение и возможность понимать язык животных.

## Роли озвучивали
- Паппи Фолкнер ー Адам Харрисон
- Кристофер Л. Парсон ー бигфут / д-р Джеймс Харрисон
- Мариев Херингтон ー Шелли Харрисон
- Терренс Стоун ー Уоллес Истман
- Сэнди Фокс ー белка Тина
- Джо Охман ー енот Том
- Джонни Уэсли ー д-р Биллингсли
- Майкл Сорич ー медведь Уилбур
- Шайло Саммер ー Эмма
- Джои Камен ー директор  Джонс
- Джефф Дусетт ー Жирный Дэн / Тим /  оператор технической поддержки
- Синда Адамс ー секретарша / официантка
- Роджер Крейг Смит ー белый кролик
- Кайл Хеберт ー Симпсон

## Критика
На сайте Rotten Tomatoes фильм имеет 75 % рейтинга одобрения на основе 20 рецензий со средним рейтингом 5,6 / 10.

## Продолжение
В октябре 2018 года Бен Стассен объявил, что в разработке находится продолжение, которое должно выйти в середине 2020 года. В июне 2020 года премьера фильма «Семейка Бигфутов» состоялась на Международный фестиваль анимационных фильмов в Анси 2020.